# Microsoft Voice Command
Microsoft Voice Command è un software in grado di controllare i dispositivi Windows Mobile con la voce. La prima versione è stata lanciata nel novembre 2003.L'ultima versione è la 1.6, per il Regno Unito, Stati Uniti, Francia e Germania ed è un aggiornamento gratuito per gli utenti che usufruivano delle versioni precedenti.
Il 20 maggio 2009, l'ultima revisione era la 1.6.21040 (esiste anche la 21.715) e incorpora le modifiche necessarie per l'interfaccia di Windows Mobile 6.5 Titanium. Questa release è stata resa disponibile per produttori di telefoni ed è attualmente disponibile per il pubblico.
Il software fu successivamente implementato in Windows Phone come parte del motore di ricerca preinstallato Bing Mobile.